# Benthosema
Benthosema — рід міктофових риб. Представники роду досить поширені у всіх морях і океанах світу.

## Опис
Тіло завдовжки 4-10 см. Океанічні і мезопелагічні риби. У поверхневих водах трапляються в нічний час.

## Види
Включає п'ять видів:
- Benthosema fibulatum (C. H. Gilbert & Cramer, 1897)
- Benthosema glaciale (J. C. H. Reinhardt, 1837)
- Benthosema panamense (Tåning, 1932)
- Benthosema pterotum (Alcock, 1890)
- Benthosema suborbitale (C. H. Gilbert, 1913)